# Dictyochrysa fulva
Dictyochrysa fulva is een insect uit de familie van de gaasvliegen (Chrysopidae), die tot de orde netvleugeligen (Neuroptera) behoort. 
Dictyochrysa fulva is voor het eerst wetenschappelijk beschreven door Esben-Petersen in 1917.